# Хилл, Грейс Ливингстон
Грейс Ливингстон Хилл (англ. Grace Livingston Hill; 16 апреля 1865 — 23 февраля 1947) — американская писательница.

## Творчество
Ливингстон Хилл — характерная представительница американской христианско-романтической массовой литературы начала XX века. В её книгах приключенческие, иногда и фантастические сюжеты полностью подчинены задачам религиозного морализирования.
Последний роман Грейс Ливингстон Хилли, «Мэри Арден», закончила после её смерти её дочь Рут, опубликовавшая затем шесть собственных книг в манере матери и основавшая в 1953 г. в городе Сент-Питерсберг христианскую школу имени своей матери.